# Riverview (Florida)
Riverview is een plaats (census-designated place) in de Amerikaanse staat Florida, en valt bestuurlijk gezien onder Hillsborough County.

## Demografie
Bij de volkstelling in 2020 werd het aantal inwoners vastgesteld op 122.840.  Riverview ligt aan de Tampabaai in een metropoolgebied met 5 miljoen inwoners. 

## Geografie
Volgens het United States Census Bureau beslaat de plaats een oppervlakte van
24,4 km², waarvan 23,7 km² land en 0,7 km² water. Riverview ligt op ongeveer 39 m boven zeeniveau.

## Plaatsen in de nabije omgeving
De onderstaande figuur toont nabijgelegen plaatsen in een straal van 8 km rond Riverview.